# Pseudanos
Pseudanos es un género de peces de agua dulce de la familia Anostomidae y del orden de los Characiformes. Se distribuye en los cursos fluviales del norte y centro de Sudamérica cálida, llegando por el sur hasta el norte de la Argentina. En la especie mayor la longitud total ronda los 21 cm.

## Taxonomía
Este género fue descrito originalmente en el año 1980 por el zoólogo Richard Winterbottom.

## Especies
Actualmente hay cinco especies reconocidas en este género:
- Pseudanos gracilis (Kner, 1858)
- Pseudanos irinae (R. Winterbottom, 1980)
- Pseudanos trimaculatus (Kner, 1858)
- Pseudanos varii (Birindelli, F. C. T. Lima & Britski, 2012)[3]
- Pseudanos winterbottomi (Sidlauskas & dos Santos, 2005)